# Treasure Island Dizzy
Treasure Island Dizzy (с англ. — «Диззи на острове сокровищ»), также известная как Dizzy II, — компьютерная игра в жанре графический квест, разработанная братьями Оливер и изданная в 1988 году компанией Codemasters на платформе ZX Spectrum. Впоследствии игра была портирована на Amstrad, Commodore 64, NES, Amiga, Atari ST, CD32 и PC. Позднее игра выпускалась в составе нескольких сборников.
Treasure Island Dizzy является сиквелом игры Dizzy – The Ultimate Cartoon Adventure и второй в серии игр о приключениях Диззи. По сюжету Диззи попадает на необитаемый остров с сокровищами, с которого герою необходимо выбраться. По сравнению с предыдущей частью, игровой процесс изменился в сторону решения головоломок с предметами, тогда как аркадные элементы (преодоление препятствий и избегание врагов) стали менее значимыми. В игровую механику была добавлена возможность держать несколько предметов, но при этом из игры были убраны жизни.
В целом, игровая пресса хорошо встретила игру, в которой с положительной стороны были названы увлекательность, играбельность, графика и отношение качество/цена игры. Журналисты отдельно отметили мультяшность графики и персонажа, а также положительных отзывов заслужила музыка. Наибольшей критике подверглись звуковые эффекты.
Игра в версии для платформы ZX Spectrum быстро завоевала популярность игроков и занимала первые места в хит-парадах в течение нескольких месяцев. Объём продаж игры на платформе ZX Spectrum составил более 250 тысяч экземпляров, на Commodore 64 около 50 тысяч. Treasure Island Dizzy получил в номинациях игровых журналов несколько наград. Игры Dizzy, начиная именно с данного сиквела, стали рассматриваться как серия. В то же время Treasure Island Dizzy заложил ряд концептуальных особенностей последующих игр Dizzy.

## Сюжет
Диззи решил отправиться в кругосветное путешествие. Бронируя билет он думал, что совершил выгодную сделку, но так получилось, что после отплытия большинство пассажиров корабля оказались пиратами. Капитаном корабля был Джон Сильвер, у которого был попугай на плече и деревянная нога. Помимо этого, он имел хорошие манеры, особенно в отношении платежеспособных пассажиров. В один из дней Диззи перегрелся на солнце и решил организовать игру в крикет на кормовой части палубы. Но, ослепленный глупостью, герой для игры в качестве калиток использовал запасные ноги Сильвера, и когда они оказались за бортом, Диззи попал в сложную ситуацию: пираты его заставили пройтись по доске. Попав в воду, Диззи получилось доплыть до находящегося неподалеку пустынного острова и выбраться на него. Как оказалось, этот остров полон спрятанных пиратами сокровищ, и герой отправился на их поиски. Но, помимо этого, Диззи должен найти способ вернуться домой: ему требуется собрать нужное количество золотых монет для того, чтобы купить лодку и покинуть остров, и в конечном счёте вернуться к своему Желтковому народу (англ. Yolkfolk) и предъявить иск туристическому агентству. Таким образом, во время игры игроку, управляя главным героем, необходимо исследовать остров, решить ряд головоломок с применением найденных предметов и найти множество монет. В конечном итоге Диззи находит и оснащает лодку, на которой ему удаётся уплыть домой.
В русскоязычных описаниях предлагались другие предыстории игры: кораблекрушение о рифы корабля, на котором плыл Диззи и внезапное исчезновение жителей острова.

## Игровой процесс

Начальный экран версии для ZX Spectrum — Диззи (в центре экрана) стоит на берегу необитаемого острова

Treasure Island Dizzy основана на предыдущей игре серии с улучшениями в графике и анимации. Игра представляет собой квест-платформер, выполненный в растровой спрайтовой графике. Задачей игрока является спасение Диззи с необитаемого острова и нахождение всех золотых монет.
Игровой мир представлен более чем 40 экранами, и в каждый из моментов игры Диззи находится на одном из них. Переход на соседний экран происходит в случае, если персонаж покидает пределы текущего экрана. Во время исследования Диззи находит таблички с текстовым описанием игрового мира, чтение которых даёт более полное представление о том, что происходило на тех или иных экранах. Игрок управляет главным героем, который может перемещаться по горизонтали, прыгать и использовать предметы. Если Диззи прыгает, то он вращается на 360° и после приземления пытается стать на ноги. Если ему сделать это в момент касания ногами поверхности не получается, то персонаж катится до тех пор, пока не коснётся ногами точки опоры. Таким образом, у Диззи может быть несколько перекатов по 360°, во время которых при каждом прикосновении ног и земли проверяется возможность стать на ноги. Погибнуть герой может по нескольким причинам: из-за прикосновения с врагом, в результате попадания в ловушку, от удара молнии и по другим.

### Головоломки и применение предметов
Головоломки в игре в основном строятся на умении находить и применять существующие в игровом мире предметы. Их не всегда можно найти явно, так как они могут сливаться с фоновым изображением, охраняться аркадными врагами или для их получения нужно решить другие головоломки. Применение в игровой механике чаще всего заключается в поиске места, где предмет можно использовать, а вопрос как применять Диззи решает сам. Например, чтобы попробовать отдать предмет другому персонажу Диззи нужно подойти у нему и выложить предмет из инвентаря. Вместе с тем имеется и более сложное использование, когда например для подрыва динамитом нужно найти два предмета (шашку и подрывное устройство) и применить их в разных местах.
Инвентарь главного героя выполнен в виде очереди из трёх мест для предметов. Работа с инвентарём выполняется с помощью одной кнопки (клавиши), нажатие на которую приводит одновременно к нескольким действиям: если рядом с рядом с Диззи находится предмет, то герой его берёт и помещает в очередь; в очереди все предметы перемещаются на одну позицию вперёд; если в хвосте очереди присутствует предмет, то он выкладывается и, если это возможно, то применяется. Изменить порядок предметов в очереди без их выкладывания нельзя, и это создаёт дополнительные сложности, так как игроку приходится планировать применение предметов, а не собирать всё и использовать их подряд. По словам разработчиков, такая система была выбрана для того, чтобы, с одной стороны, сократить количество кнопок, необходимых для управления игрой, и, с другой стороны, добавить в игру элемент стратегичности (планирования). В последующих играх серии данная система была заменена на меню, из которого можно выбрать предмет для выкладывания или применения.
Большинство предметов используется в момент, когда они выкладываются из инвентаря. Эффект от некоторых других предметов есть тогда, когда они находятся в инвентаре. К такому виду предметов относится, например, дыхательная маска, позволяющая дышать и перемещаться под водой. Попадание в воду без маски или её снятие под водой приводит к смерти главного героя. Так как работа с предметами организована в виде очереди, то при нахождении в воде игроку нужно планировать последовательность находящихся предметов в инвентаре.

### Нововведения
Основными изменениями в игровом процессе по сравнению с Dizzy — The Ultimate Cartoon Adventure считаются появление системы инвентаря, наличие табличек с описанием игрового мира и постановка игроку задачи сбора монет с соответствующей необходимостью исследования.
Целью игры по сравнению с предыдущей частью стало в большей степени решение головоломок с предметами и в меньшей — преодоление препятствий и избегание врагов. Подобный подход был применён разработчиками при создании первой части, когда Dizzy — The Ultimate Cartoon Adventure была выполнена в менее «аркадном» стиле по сравнению с распространёнными ранее играми, близкими по жанру, например Manic Miner. Ещё большее снижение роли аркадных элементов разработчики объясняют тем, что, по их мнению, подобный подход послужил причиной успеха и первой игры про Диззи. Вместе с тем, из-за возросшей важности предметов в игровой механике, в Treasure Island Dizzy у персонажа появилась возможность держать несколько предметов, что позволило сократить время на их перенос с одного места на другое.
Одной из задач, присутствующих в игре, является сбор всех 30 монет, разбросанных по острову. Монеты в игровом мире не только разбросаны явно, но часть из них спрятаны за другими предметами, а некоторые находятся в труднодоступных локациях. В инструкции, прилагающейся к игре и написанной без согласования с авторами игры, утверждалось, что сбор монет — альтернативный способ успешного завершения игры. На самом деле, пройти игру, не найдя монеты, невозможно, а их поиск является более сложной задачей, чем решение головоломок с предметами.
Наличие лишь одной жизни без шкалы здоровья и тщательно спрятанных монет сделало эту игру, по мнению критиков и самих её разработчиков, одной из самых сложных в серии.

## Создание игры

### Разработка
Игра создавалась братьями Филип и Эндрю Оливер. Работа над Treasure Island Dizzy началась летом 1988 года, когда разработчики «подвергли себя домашнему аресту, виртуально приковав себя наручниками к компьютерам», работали в одной комнате и по прошествии двух месяцев игра была почти готова. Братья сотрудничали с Ричардом и Дэвидом Дарлинг (англ. Richard and David Darling) из Codemasters, с которыми они успешно ранее выпустили игру Super Robin Hood. Над графикой работал художник Нил Адамсон (англ. Neil Adamson), а музыку написал Дэвид Уиттэйкер.
Раскрывая подробности разработки, братья Оливер сообщили, что работа над Treasure Island Dizzy велась на компьютере CPC 6128 из-за наличия у него дисковода, что ускоряло и облегчало разработку. Для написания программ и компиляции использовался ассемблер MAXAM. Для того, чтобы получить версию для ZX Spectrum, братья разработали свою программу под названием SPLINK (Spectrum and LINK), и для связи соединяли ZX Spectrum с CPC 6128 с помощью самостоятельно изготовленного их другом кабеля. Таким образом с помощью программы и кабеля код портировался с одной платформы на другую. Помимо этого, братья впоследствии рассказали в интервью о том, что разработали редактор спрайтов и редактор игрового мира Диззи. Работа шла на двух компьютерах CPC 6128, между которыми Филип и Эндрю поставили чашу с плитками шоколада. Всё время разделялось по часам, в конце каждого из которых каждый из братьев получал «приз» — шоколадную плитку.
Во время работы компании Codemasters, когда создавалась Treasure Island Dizzy, братья Оливер разрабатывали и выпускали с издателем серии игр и спин-оффы, и при этом именовали их явно, например Grand Prix Simulator и Grand Prix Simulator 2. Но для данной игры о приключениях Диззи было выбрано индивидуальное название Treasure Island Dizzy, которое должно было отличить игру от предыдущей (также, как это имеет место в фильмах Индиана Джонс или Джеймса Бонда). После выхода игры разработчиками было замечено, что выпуск на рынок Treasure Island Dizzy не повлиял на продажи первой части серии. Данный факт для братьев Оливер стал сюрпризом, и Эндрю в интервью 2004 года прокомментировал описанные события следующим образом:

Мы придумали Диззи потому, что хотели создать игру про приключения. С более глубоким игровым опытом чем всё то, что мы видели ранее, и при этом добавили хорошую историю. Тем не менее, мы были ошеломлены популярностью персонажа. Это была именно та игра, которую мы хотели создать, и при взгляде на это в прошлое неудивительно, что другие люди хорошо восприняли игру. Но в то же время мы были поражены, и так как вторая часть была воспринята хорошо, то мы были просто должны заняться разработкой третьей части.
Оригинальный текст (англ.)We first came up with Dizzy because we wanted to produce an adventure game. Something with more depth to the experience than anything we’d played before and with a good story behind it. Yet we were gobsmacked by the popularity of the character. It was a game we really wanted to do, so in retrospect it’s no surprise that other people took to it as well. But at the time we were amazed. We just had to produce a third when the second did so well.

До Treasure Island Dizzy c Codemasters братья Оливер работали больше года, и их игры продавались хорошо. По этой причине Ричард и Дэвид Дарлинг были рады оставить Филипа и Эндрю наедине со своими компьютерами и в случае второй игры серии ожидали того момента, когда игра будет готова.

### Проектирование геймплея
После выпуска первой игры серии про Диззи (Dizzy — The Ultimate Cartoon Adventure) её авторам стало ясно, что игра завоёвывает игроков медленно. В связи с этим братья Оливер ожидали около шести месяцев для того, чтобы получить обратную связь от игроков. Для этого Филип и Эндрю собирали отзывы и рецензии с различных журналов, подшивали в одну папку и в дальнейшем внимательно изучали мнения критиков. Позже братья, рассказывая о данной проводимой работе, сообщили, что из-за того, что они были в основном очень положительными, самой сложной задачей было найти способ для того, чтобы улучшить игру. В эти месяцы были разработаны основные концептуальные нововведения для второй части серии, после этого братья приступили к работе над новой игрой. По словам Филипа, после выпуска Dizzy — The Ultimate Cartoon Adventure никто не знал как игра будет воспринята, и по его честному признанию, графика была выполнена плохо. Также дополнительным фактором проработки игры было то, что в отношениях с Codemasters оплата происходила только в форме роялти, и риск создания качественной игры лежал в основном на разработчиках. В связи с этим Филипу и Эндрю понадобилось шесть месяцев для того, чтобы обрести уверенность в необходимости разработки сиквела.
На основании подготовки Филип и Эндрю решили оставить мультяшный стиль Диззи, простое управление и геймплей, но расширить игровой мир для того, чтобы его можно было исследовать. Для этого сеттинг необитаемого острова представился идеальным выбором, и далее уже была придумана история с пиратами. Дополнительным фактором в пользу выбора необитаемого острова было то, что он отличал новую игру от первой игры серии и предоставлял большу́ю свободу при разработке геймплея. Вместе с тем братья решили, что основной целью будет решение головоломок, поиск золотых монет, и всё это для того, чтобы Диззи вернулся домой, к Желтковому народу.
Treasure Island Dizzy является игрой в мультяшном стиле, где «мультяшный герой живёт в мультяшном мире». Дизайн этой игры Филип объясняет следующим образом:

Когда вы смотрите мультфильм по телевизору, то проходите сквозь него и видите всё, что в нём было задумано, но когда вы играете в компьютерную игру, вы видите всё только при условии, что вы достаточно умны, и это притягивает.
Оригинальный текст (англ.)When you watch a cartoon on TV you run through and see it all, but when you’re playing a computer game you only see it all if you’re clever, and stick with it.

Если Dizzy — The Ultimate Cartoon Adventure создавалась как эксперимент над придуманным персонажем Диззи, то Treasure Island Dizzy совместно со спин-оффом Fast Food разрабатывались именно как игры в мультяшном стиле, с ориентиром на более детскую аудиторию: персонаж был весёлым, забавным и милым, а также легко анимировался и хорошо смотрелся графически.
Во время мозговых штурмов над Treasure Island Dizzy у братьев Оливер возникла идея Желткового народа. Так как одним из центральных элементов игры задумывалась фоновая история, то наличие только аркадных врагов было недостаточно, и во второй части был добавлен Желтковый народ в качестве концепта. Во время проработки уровней оказалось, что игрока сложно завлечь во все точки локаций, и по этой причине был добавлен поиск монет, что заставляло игроков детально исследовать мир. Из-за того, что в Treasure Island Dizzy присутствовало множество предметов, которыми нужно оперировать, в игру была добавлена возможность переноски сразу нескольких из них.
Только в самом конце разработки игры её авторы заметили логическую ошибку в игровом процессе: если Диззи погибал в воде далеко от берега с маской, то все его вещи оставались на месте гибели, а сам главный герой восстанавливался на берегу. Как следствие, игрок не мог добраться до затонувших предметов и пройти игру. Из-за того, что разработчики были под сильным давлением издателя, они решили проблему таким образом, что у игрока стала только одна жизнь, и в случае смерти персонажа игра начиналась с самого начала. Это в корне изменило игровой процесс: если раньше можно было свободно прыгать и исследовать мир, то с одной жизнью приходилось делать всё аккуратно. Позже разработчики сочли данное решение ошибкой и в последующих играх серии восстановили систему, при которой игроку даётся несколько жизней.
Во время работы над Treasure Island Dizzy братья Оливер уже обдумывали третью игру серии (которой стала Fantasy World Dizzy) и то, как продолжить так, чтобы игры были связными.

## Версии и выпуски

### Выход игры
Выпуск первой версии игры для платформы ZX Spectrum произошёл в декабре 1988 года, и во время его разработчики и издатель столкнулись с проблемой ошибки программного обеспечения: если главный герой входил с дыхательной маску под воду, то это приводило программу в состояние зависания. В момент обнаружения проблемы уже прошло 2-3 дня и 7 тысяч экземпляров игры уже были отправлены главным дистрибьюторам Tudor и Stanley. В данной ситуации издатель Codemasters предпринял шаги для того, чтобы остановить продажи данных экземпляров игры, и большинство из них было перехвачено на пути в магазины и изъято. Покупатели, которые приобрели игру с ошибкой, могли свободно обменять её на исправленную версию немногим позже. По заявлениям представителя Codemasters Ричарда Дарлинга, все эти события стоили денег компании, но это было сделано для того, чтобы не разочаровывать пользователей.
Если у Dizzy — The Ultimate Cartoon Adventure для достижения 100-тысячной отметки по количеству проданных экземпляров понадобилось около полугода, то Treasure Island Dizzy преодолел её через несколько недель. За первую неделю было продано 18 тысяч экземпляров, а общий объём продаж игры на платформе ZX Spectrum составил более 250 тысяч экземпляров. Эндрю Оливер данный успех объяснил следующим образом:

Мы уверены, что всем, кто купил первую часть Dizzy, она так понравилась, что, едва завидев в продаже сиквел, они сразу же побежали за ней в ближайший магазин. А все остальные — кто о Диззи слыхом не слыхивал, — внезапно обнаружили игру на первых местах в хит-парадах и решили купить её именно по этой причине.
Оригинальный текст (англ.)„We believe that everyone who had bought the first Dizzy game liked it so much taht the minute they saw another one, they went straight down the shops to buy it“, muses Andrew. „As a result of this huge surge, it went straight to number one and those people who hadn’t leanrt of Dizzy saw it was at the top of the charts and purchased it on that recommendation“.

Филип подобным образом комментировал происходящее, объясняя это тем, что первая часть способствовала продажам второй и две игры вместе создали хит и множество поклонников Диззи.

### Портирование и дополнительные издания
Портирование на Commodore 64 было выполнено в 1989 году и объём продаж на данной платформе составил около 50 тысяч экземпляров. По игровому процессу и графике данная версия незначительно отличается от оригинала. О выходе Treasure Island Dizzy на Amstrad CPC было объявлено в рождественском выпуске 1988/1989 года в журнале Amstrad Action. Сама же игра вышла на данной платформе в апреле 1989 года.
В марте 1990 года вышла версия игры для Atari ST.
Портирование на NES было вызвано желанием Codemasters попасть на американский рынок появившихся консолей, так как эта приставка распродалась 20-миллионным тиражом, в то время как ZX Spectrum только миллионным. Братьям Оливер поручили портировать Treasure Island Dizzy на NES. Демоверсия игры была показана на выставке Consumer Electronics Show в 1990 году и вызвала большой интерес среди посетителей. На платформе NES игра вышла в 1991 году. В версии для NES игровой мир остался таким же, но были внесены изменения в игровой процесс: добавлены аркадные враги и препятствия, которые не только могли убить Диззи, но и повлиять на его поведение. Игра вошла в сборник Quattro Adventure, продававшийся вместе с Aladdin Deck Enhancer для NES, который включает в себя четыре игры-платформера с элементами экшн. Изданием и распространением игры в Америке занималась компания Camerica.
Портирование на Amiga выполнялось компанией The Highlanders, в которой разработкой занимался Эндрю Грэхам (англ. Andrew Graham), графикой Роберт и Стюарт Грэхам, а музыку написал Алистер Бримбл (англ. Allister Brimble). Для Amiga игра вышла в марте 1990 года. Компиляция на CD32 была произведена в 1994 году в рамках сборника игр The Big 6 для данной платформы.
На платформе ZX Spectrum игра дополнительно выпускалась и входила в состав шести сборников: The CD Games Pack (сборник игровых программ Codemasters, 1989), The Codemasters CD Games Pack (сборник 30 игр Codemasters для платформ ZX Spectrum, Commodore и Amstrad, 1990), Crash issue 72: Presents 8 (восемь подарочных игр от журнала Crash, 1990), Dizzy Collection (коллекция игр Диззи, 1991), Cartoon Collection (коллекция мультяшных игр, 1992) и The Big 6 (большая шестёрка игр о Диззи, 1994). В выпуске журнала Crash игра вышла в специальной версии (англ. Special CRASH Edition), в которой Диззи нужно было также выбраться из острова, но при этом собрать 16 золотых монет и набрать определённое количество очков.
В декабре 2004 года Codemasters выпустила Treasure Island Dizzy как бесплатную версию в качестве подарка к Рождеству. Игра в версии Commodore 64 стала доступна на эмуляторе CCS64, работающем на PC.

## Оценки и мнения

### Приём
| Иноязычные издания | Иноязычные издания                                   | Иноязычные издания                                   | Иноязычные издания                                   |
| Издание            | Оценка                                               | Оценка                                               | Оценка                                               |
| Издание            | Amiga                                                | Atari ST                                             | ZX Spectrum                                          |
| ------------------ | ---------------------------------------------------- | ---------------------------------------------------- | ---------------------------------------------------- |
| Amiga Joker        | 71 %                                                 |                                                      |                                                      |
| Amstrad Action     |                                                      |                                                      |                                                      |
| Crash              |                                                      |                                                      | 87 %                                                 |
| Génération 4       | 74 %                                                 |                                                      |                                                      |
| Sinclair User      |                                                      |                                                      | 60/100                                               |
| Your Sinclair      |                                                      |                                                      | 8/10                                                 |
| ST Format          |                                                      | 82 %                                                 |                                                      |
| Zero               | 78 %                                                 |                                                      |                                                      |
| Награды            |                                                      |                                                      |                                                      |
| Издание            | Награда                                              | Награда                                              | Награда                                              |
| Crash              | Лучшая бюджетная игра 1989 года                      | Лучшая бюджетная игра 1989 года                      | Лучшая бюджетная игра 1989 года                      |
| Your Sinclair      | Лучшие бюджетные игры 1990 года, 5-е и 6-е место     | Лучшие бюджетные игры 1990 года, 5-е и 6-е место     | Лучшие бюджетные игры 1990 года, 5-е и 6-е место     |
| Commodore Format   | Лучшие игры всех времен для Commodore 64, 47-е место | Лучшие игры всех времен для Commodore 64, 47-е место | Лучшие игры всех времен для Commodore 64, 47-е место |
| Your Sinclair      | Лучшие игры всех времен для ZX Spectrum, 16-е место  | Лучшие игры всех времен для ZX Spectrum, 16-е место  | Лучшие игры всех времен для ZX Spectrum, 16-е место  |
| Crash              | Лучшие игры всех времен для ZX Spectrum, 17-е место  | Лучшие игры всех времен для ZX Spectrum, 17-е место  | Лучшие игры всех времен для ZX Spectrum, 17-е место  |

Наиболее положительных отзывов в игровой прессе удостоились такие качества игры, как увлекательность, играбельность, графика и отношение качество/цена. Отмечалась мультяшность графики и персонажа, положительных отзывов заслужила музыка в игре. Наибольшей критике подверглись звуковые эффекты.
В рецензии журнала Crash был отмечен мультяшный стиль графики, у которой высокая детализация и поразительно много цветов. В обзоре было сказано, что милый персонаж с играбельностью делают игру увлекательной. В Treasure Island Dizzy головоломки характеризованы как находящиеся на правильном уровне сложности, которые не вызывают надоедания. Вместе с тем в статье журнала утверждалось, что игра заслуживает того, чтобы «быть в коллекции каждого».
Критик журнала Sinclair User прокомментировал, что если игроку не нравятся игры, где нужен один объект чтобы взять другой объект для того, чтобы использовать третий, то эту игру он возненавидит. Соответственно, критик причислил себя ко второму классу игроков. В дополнение графику обозреватель назвал бедной, а головоломки недостаточно сложными и увлекательными. Как реакция на посещение редакции журнала, в версиях игры для платформ ZX Spectrum, Amstrad CPC и Commodore 64 братьями Оливер был добавлен предмет Sinclair Abuser Mag. Этот предмет давал дополнительные очки в случае, если Диззи выбросит его в воду. Разработчики произошедшее назвали шуткой и прокомментировали, что Sinclair Abuser Mag появился как следствие того, что случилось с Диззи после посещения Sinclair User, откуда он был изгнан.
В обзоре журнала Your Sinclair графика была описана как аккуратная и приятная, а игровой процесс беспощадно логическим. Игру критик нашёл неплохой по сравнению с очень успешной первой частью Диззи, но, согласно обзору, игра вряд ли может относиться к самым инновационным мировым играм.
Появление игры в хит-парадах журнала Sinclair User удостоилось отдельного комментария, когда журналисты событие описали следующим образом: «Treasure Island Dizzy взлетел на 29-ю строчку рейтинга через две секунды после своего выпуска». В следующем месяце игра заняла второе место рейтинге жанра аркадных игр и первое место среди бюджетных. Treasure Island Dizzy удерживал первую строчку последнего рейтинга в течение пяти месяцев, а покинул рейтинг первых десяти бюджетных игр в феврале 1990 года. Игра занимала первые места и в журнале Your Sinclair.
Версия для Amstrad попала в обзор журнала Amstrad Action, где игра получила самую высокую оценку за свою увлекательность и за то, что игра доставляет удовольствие. Относительно других факторов отмечались как положительные, так и отрицательные стороны. Так, в графике была высоко оценена анимация персонажа, а негативный отзыв был об однообразии фоновых изображений. По словам журналиста, игра будет удерживать игрока до тех пор, пока он не выберется с острова, но потом будет уже не интересно. В звуковом оформлении положительно отмечена музыка и сообщение человеческим голосом, но относительно звуковых эффектов отзыв был негативным за практически полным их отсутствием.
Treasure Island Dizzy на Atari ST рецензировался в журнале ST Format, где была отмечена превосходная графика, счастливый и милый Диззи, который, по словам обозревателя, порадует не только юных игроков, но и представителей всех возрастных категорий.
Статьи о портированной версии на Amiga публиковались в журналах Zero, Génération 4 и Amiga Joker. В первом из них отмечался мультяшный стиль графики и аккуратность её прорисовки, звуковое оформление рассмотрено как достаточное и без ничего лишнего, а самой лучшей характеристики удостоился игровой процесс. Критик Amiga Joker похвалил проделанную работу над графикой и проработку деталей, звуковое сопровождение было им признано адекватным, а самым лучшим в игре по мнению рецензента является отношение качества к цене. С последним утверждением согласился рецензент Génération 4.

### Награды
По мнению редакции журнала CRASH, Treasure Island Dizzy в 1989 году разделил с Operation Gunship первое место в номинации «лучшая бюджетная игра 1989 года». В 1991 году согласно версии журнала Your Sinclair Treasure Island Dizzy занял 5-е и 6-е места в рейтингах бюджетных игр 1990 года. В журнале Commodore Format в ноябре 1994 года был опубликован его рейтинг лучших игр всех времён на платформе Commodore 64, где Treasure Island Dizzy занял 47-е место. По мнению читателей журнала Your Sinclair, в 2004 году версия для ZX Spectrum получила 16-е место в списке лучших игр всех времён. В аналогичном рейтинге по версии журнала CRASH игра заняла 17-е место.

### Влияние
Ранее о Диззи были выпущены игры Dizzy — The Ultimate Cartoon Adventure и спин-офф Fast Food, но именно Treasure Island Dizzy стала той игрой, после выхода которой приключения Диззи начали рассматриваться как серия игр. Вместе с тем игра оформила ряд характерных элементов серии: заложила концепт Желткового народа, ввела поиск «монет» для исследования игрового мира, переместила акцент графики и приключений в сторону мультяшности, а игрового процесса — с аркадных элементов на решение головоломок.
В третьей части серии Fantasy World Dizzy разработчики исправили ошибки Treasure Island Dizzy, когда были добавлены жизни и реализован произвольный выбор вещей в инвентаре для использования, и в дополнение была расширена концепция Желткового народа. Тем не менее, удачный выбор сочетания головоломок и исследования позволяет отнести некоторым критикам и поклонникам Treasure Island Dizzy к одной из лучших игр.
Относительно продаж игры серии, начиная с Treasure Island Dizzy, приключения Диззи стали хитами, когда эта и последующие части после выпуска быстро занимали первые строчки в хит-парадах. При этом Дарлинг из Codemasters комментировал происходящее игровой прессе как «Мы же говорили, что мы как Битлз [в игровой индустрии]»(англ. «We said we were like the Beatles»).